# دریاچه شیل
دریاچه شیل 
(به گیلیک اسکاتلندی: Loch Seile) یک دریاچه با آب شیرین است که در ۲۰ کیلومتری (۱۲ مایلی) غرب فورت ویلیام در منطقه شورایی هایلند اسکاتلند واقع شده است. این دریاچه با ۲۰ کیلومتر  طول  چهارمین دریاچه طولانی در اسکاتلند و همچنین طولانی‌ترین دریاچه‌ای است که جریان خروجی طبیعی را بدون تنظیم سطح آب خود حفظ کرده است، که ۱۲۰ متر عمق دارد.

## در فرهنگ عامه
دریاچه شیل مکان مخفی دریاچه سیاه نزدیک مدرسه هاگوارتز در فیلم‌های هری پاتر بود.